# 戴维·约翰逊
戴维·约翰逊（英語：David Johnson，1931年—），澳大利亚男子田径运动员，主攻短跑。他曾代表澳大利亚参加1950年大英帝国运动会田径比赛，获得一枚金牌和一枚银牌。